# Oeneis nevadensis
Oeneis nevadensis är en fjärilsart som beskrevs av Felder 1867. Oeneis nevadensis ingår i släktet Oeneis och familjen praktfjärilar. Inga underarter finns listade i Catalogue of Life.

## Bildgalleri

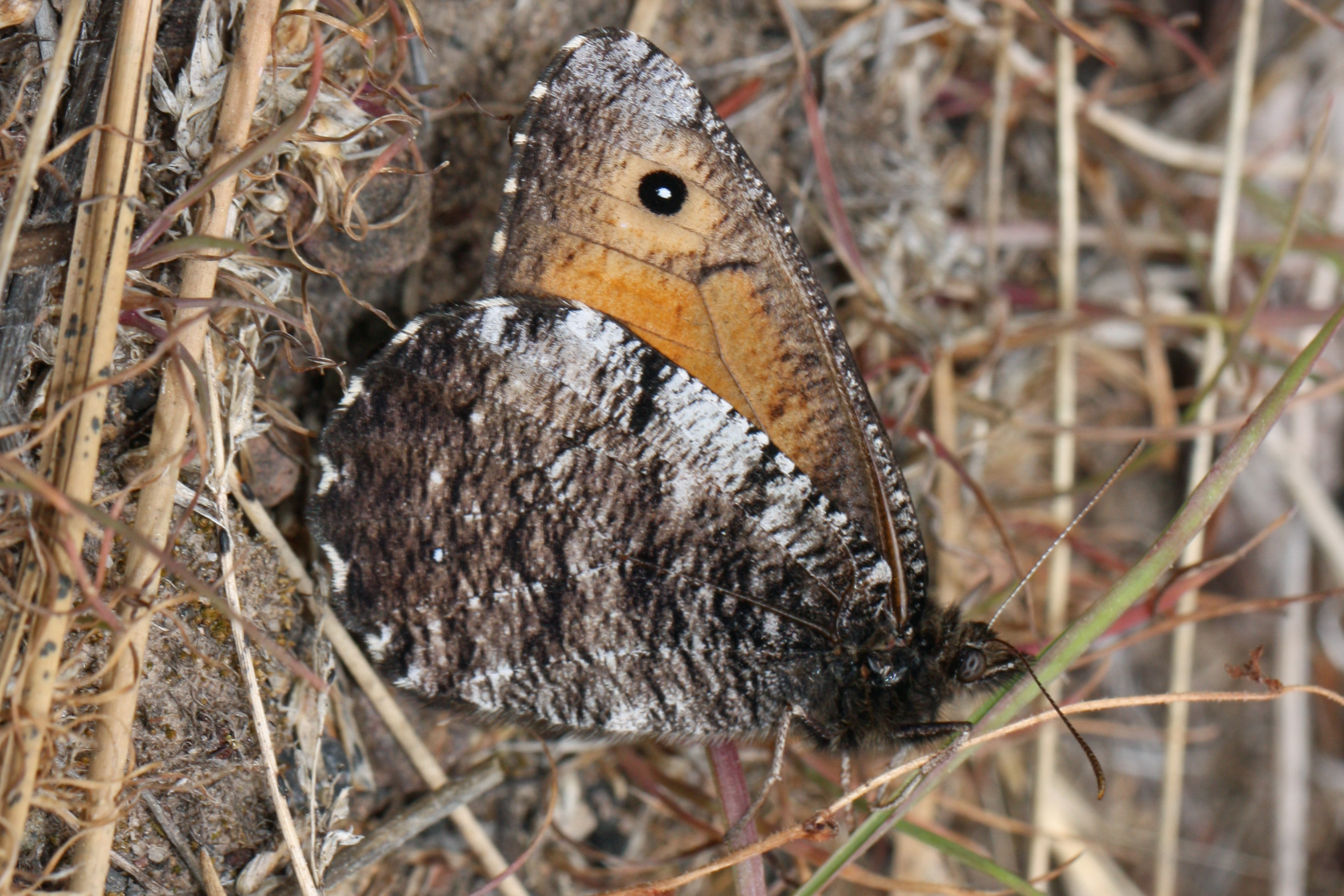